# Лаэрт (мифология)
Лаэрт (др.-греч. Λᾱέρτης) — персонаж греческой мифологии, царь Итаки и отец Одиссея. Был женат на дочери Автолика Антиклее. Лаэрт упоминается в античной литературе как участник калидонской охоты и плавания аргонавтов. Он стал персонажем «Одиссеи» Гомера, в которой изображён стариком.

## В мифологии
Античные авторы называют Лаэрта сыном Аркисия (Аркесия), царя Итаки и соседних островов. Аркисий в свою очередь был сыном либо Кефала (эпонима Кефаллении), либо самого Зевса от Евриодии. Мать Лаэрта, по данным автора схолиев к Гомеру Евстафия, звали Халкомедуса.
О жизни Лаэрта до начала действия «Одиссеи» известно немногое. Герой был женат на Антиклее, дочери Автолика; та родила ему единственного сына Одиссея и дочь Ктимену, а позднеантичные источники упоминают ещё одну дочь — Каллисто или Факе. Существовала версия, согласно которой Одиссей на самом деле был сыном коринфского героя Сизифа: последний, чтобы наказать Автолика за воровство коней, изнасиловал его дочь, и та стала женой Лаэрта, уже будучи беременной.
Автолик, живший на Пелионе, по крайней мере однажды гостил у зятя (это был момент рождения Одиссея). Псевдо-Гигин и Овидий называют Лаэрта в числе участников калидонской охоты, а Диодор Сицилийский и Псевдо-Аполлодор — в числе аргонавтов, отправившихся в Колхиду за золотым руном. В бою с колхами, по данным Диодора, Лаэрт отличился храбростью, был ранен, и его исцелила Медея.
Ещё до начала Троянской войны Лаэрт уступил царскую власть сыну. Причины этого в источниках не сообщаются, хотя на тот момент отец Одиссея, по-видимому, должен был считаться относительно молодым и крепким мужчиной. К началу действия «Одиссеи» он овдовел и окончательно отошёл от дел. Лаэрт практически не появлялся в царском дворце, жил в одном из отдалённых поместий, общаясь только с несколькими рабами, ухаживал за садом и оплакивал сына, которого считал погибшим. Итакийцы считали смерть Лаэрта близкой, и его невестка Пенелопа использовала это, чтобы отсрочить свадьбу с одним из сотни настойчивых женихов: она объявила, что перед новым браком должна соткать для свёкра погребальный саван, и выполняла эту работу целых три года. Когда Одиссей вернулся, Лаэрт обрёл на время былую силу; он принял участие в бою с родичами убитых женихов Пенелопы и даже сам убил Евпифа — отца Антиноя.

## В культуре и искусстве
В «Илиаде» Гомера Лаэрт только упомянут. Зато он действует в «Одиссее», где изображён глубоким стариком, горюющим о пропавшем сыне. Женихи Пенелопы чувствуют себя как дома в царском дворце в том числе и потому, что не считают Лаэрта источником опасности. Одиссей открывается отцу только после избиения женихов и, чтобы побороть его недоверчивость, показывает шрам на ноге и перечисляет деревья в саду, которые в детстве получил в подарок. После этого Афина укрепляет силы Лаэрта; престарелый герой снова берёт в руки оружие и принимает участие в схватке.
Лаэрт появляется и в более поздних произведениях греческой литературы. Это всегда образ, позаимствованный у Гомера, так что нет доказательств существования иной традиции, независимой от «Одиссеи». В источниках упоминается, в частности, трагедия Иона Хиосского «Лаэрт», текст которой полностью утрачен. Отца Одиссея включили в список участников калидонской охоты, и предположительно это произошло по произволу учёных мифографов эллинистической эпохи: они просто причислили к героям, собравшимся в Этолии для охоты на калидонского вепря, всех мифологических персонажей, относившихся примерно к одному поколению. В список аргонавтов Лаэрт по-видимому, тоже был включён произвольно вместе со многими другими героями, чьи сыновья участвовали в Троянской войне.
Изображений Лаэрта сохранилось немного. В частности, это роспись на так называемой «чашке Дионисия», хранящейся в Берлине: она иллюстрирует миф об Автолике и Сизифе, и на одной из сцен присутствует Лаэрт. На луканском кратере изображена свадьба Лаэрта. Антиклея на ней выглядит беременной; соответственно в науке существует мнение, что художник иллюстрировал какую-то пьесу эпохи Еврипида, в которой царь Итаки полюбил Антиклею и взял её в жёны, зная, что она ждёт ребёнка от другого.
Лаэрт стал одним из героев фильма «Аргонавты: В поисках золотого руна» (1960 год), где его сыграл Паоло Гоцлино. Он появляется и в нескольких фильмах, посвящённых его знаменитому сыну. Это «Странствия Одиссея» (1954 год; в роли Лаэрта Гвалтьеро Тумиати), телесериал Франко Росси «Одиссея» (1968 год).